# Contea di Cornwall
La contea di Cornwall (in inglese Cornwall County) è una delle tre contee storiche in cui è suddivisa la Giamaica. Le contee non hanno valenza amministrativa ma esclusivamente statistica.
Venne istituita nel 1758 ed è la più occidentale del paese.
Comprende le parrocchie di Hanover, Saint Elizabeth, Saint James, Trelawny, Westmoreland.